# مايك لانسينغ
مايك لانسينغ (بالإنجليزية: Mike Lansing) هو لاعب كرة قاعدة أمريكي، ولد في 3 أبريل 1968 في وايومنغ في الولايات المتحدة.

## وصلات خارجية
- مايك لانسينغ على موقعبيزبول رفرنس.كوم (الدوري الرئيسي) (الإنجليزية)
- مايك لانسينغ على موقعبيزبول رفرنس.كوم (الدوري الثانوي) (الإنجليزية)
- مايك لانسينغ على موقع إي إس بي إن.كوم (أم.أل.بي) (الإنجليزية)
- مايك لانسينغ على موقع مشجعي الرسوم البيانية (الإنجليزية)